# Grant Hackett
Grant George Hackett OAM (* 9. Mai 1980 in Southport, Queensland) ist ein ehemaliger australischer Schwimmer.

## Werdegang
Hackett schwamm erst ab seinem vierzehnten Lebensjahr und war seit Ende der 1990er Jahre der beste 1500-Meter-Freistilschwimmer der Welt. Bei den Schwimmweltmeisterschaften im heimischen Perth gewann er zum ersten Mal die Goldmedaille auf der längsten olympischen Strecke. Diesen Erfolg konnte er auf dieser Strecke bei jeder darauf folgenden Meisterschaft wiederholen und er war von 1997 bis zu den Schwimmweltmeisterschaften 2007 ungeschlagen auf 1500 Meter Freistil.
Bei den Olympischen Spielen 2008 in Peking trat Hackett an, um die dritte Goldmedaille in dieser Disziplin zu gewinnen. Er wurde hinter dem Tunesier Oussama Mellouli, der nach einer 18-monatigen Dopingsperre seit Mai 2008 wieder an Wettkämpfen teilnehmen durfte, nur Zweiter. Somit vergab Hackett die Chance, der erste Schwimmer zu werden, der in einer Disziplin bei drei aufeinanderfolgenden Olympischen Sommerspielen eine Goldmedaille gewinnt.
Sein Trainer war Denis Cotterell. Ende Oktober 2008 erklärte Hackett seinen Rücktritt vom Schwimmsport. 2015 unternahm er ein Comeback und konnte sich für die 200-Meter-Freistilstaffel bei den Weltmeisterschaften 2015 in Kasan qualifizieren. Er trat im Vorlauf, in dem die Australier sich für das Finale qualifizierten, an. Im Finale, in dem die australische Staffel die Bronzemedaille holte, wurde er nicht eingesetzt.
2001 wurde er mit der Centenary Medal und der Medaille des Order of Australia ausgezeichnet. 2010 wurde er in die Sport Australia Hall of Fame und 2014 in die International Swimming Hall of Fame aufgenommen.
Hackett ist Absolvent der renommierten Bond University in Queensland, wo er seinen Bachelor of Law und Bachelor of Commerce (Baccalaureus in Jura und Betriebswirtschaft) erworben hat.